# 노랑코스모스
노랑코스모스(Cosmos sulphureus)는 국화과의 한해살이풀이다. 멕시코 원산이며, 한국에는 1930~1945년에 들어왔다. 관상용 식물로 심어 기르며, 심어 기르던 것이 야생화되어 절로 자라기도 한다.

## 생계
키는 40~100센티미터에 이르고 줄기는 곧게 서며 가지를 많이 치고 털이 없다. 잎은 마주나는데 줄기 아래쪽 것은 잎자루가 길고, 잎몸 모양이 삼각상 난형으로 2회 깃꼴로 깊게 갈라진다. 위쪽 잎은 잎자루가 없다. 꽃은 7~9월에 여러 개의 두화가 가지 끝에 1개씩 핀다. 지름은 5~6센티미터쯤 되며 주황색이다. 통상화는 양성(兩性)이며 끝이 5개로 깊게 갈라진다. 설상화는 무성(無性)이며 끝이 불규칙하게 3~5개의 이 모양으로 갈라진다. 열매는 수과로 약간 굽었으며 긴 부리 모양의 돌기가 있고 2개의 가시가 난다.
잎이 코스모스보다 넓고 끝이 뾰족하게 갈라지는 점이 달라 구분한다.

## 사진

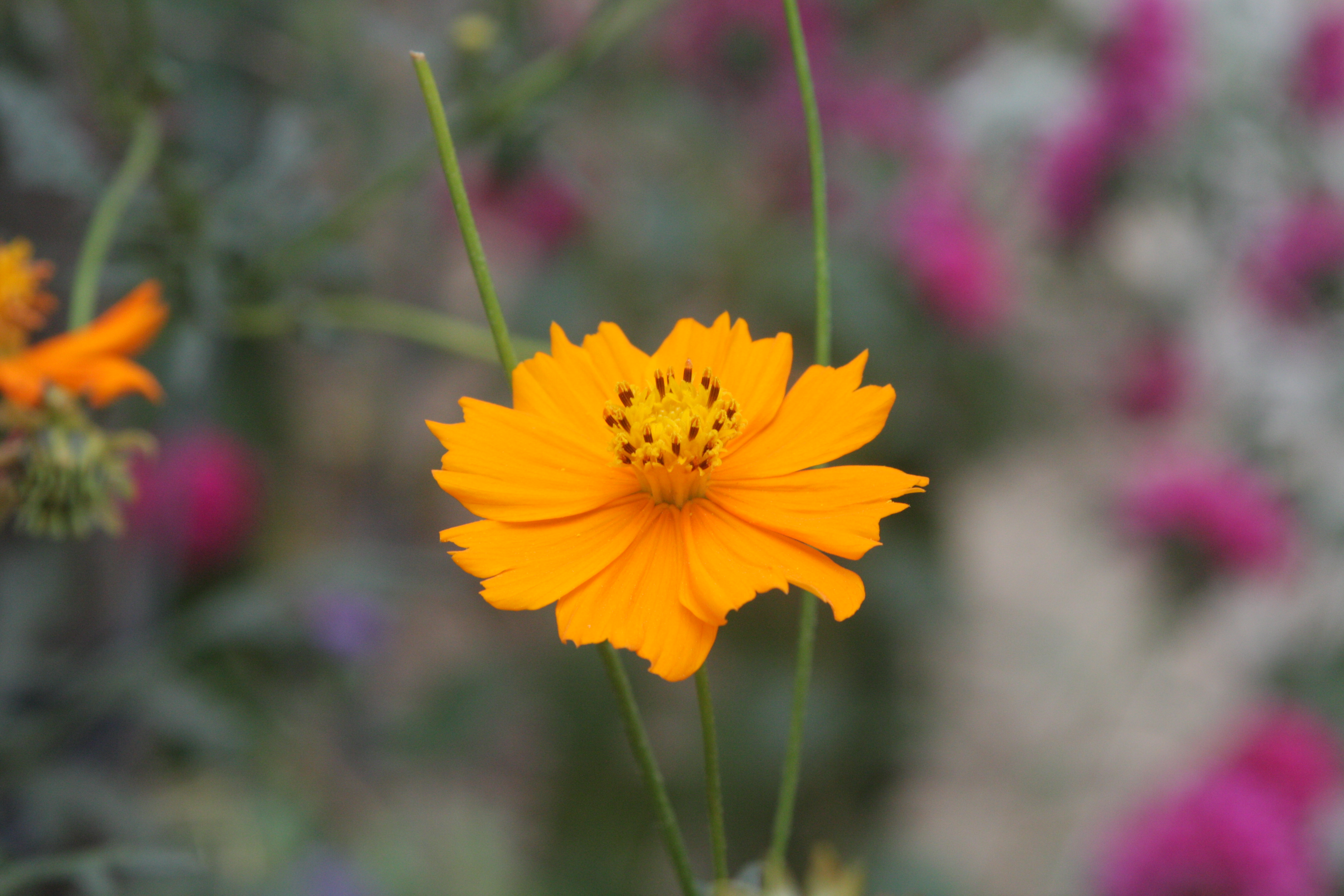
꽃
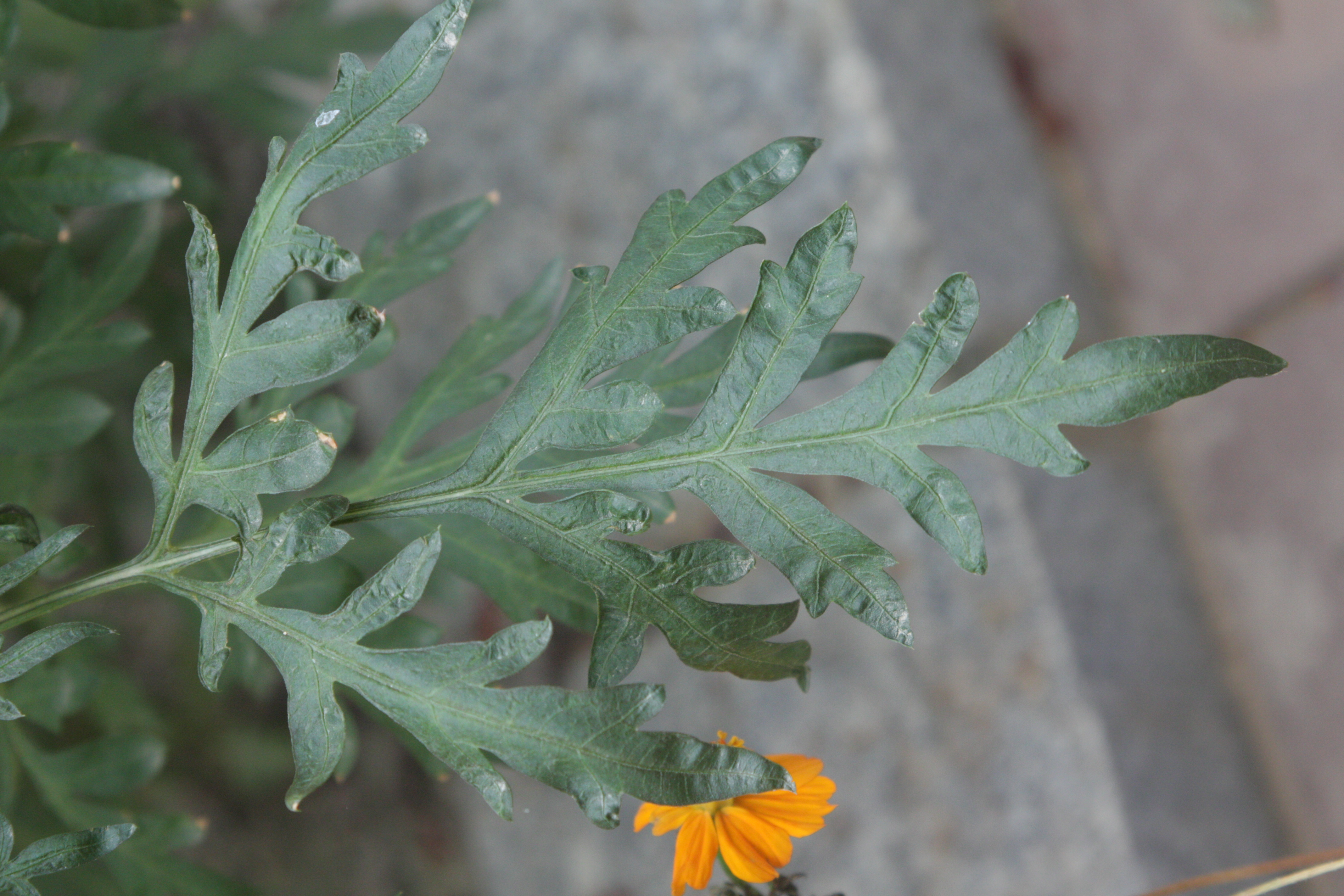
잎
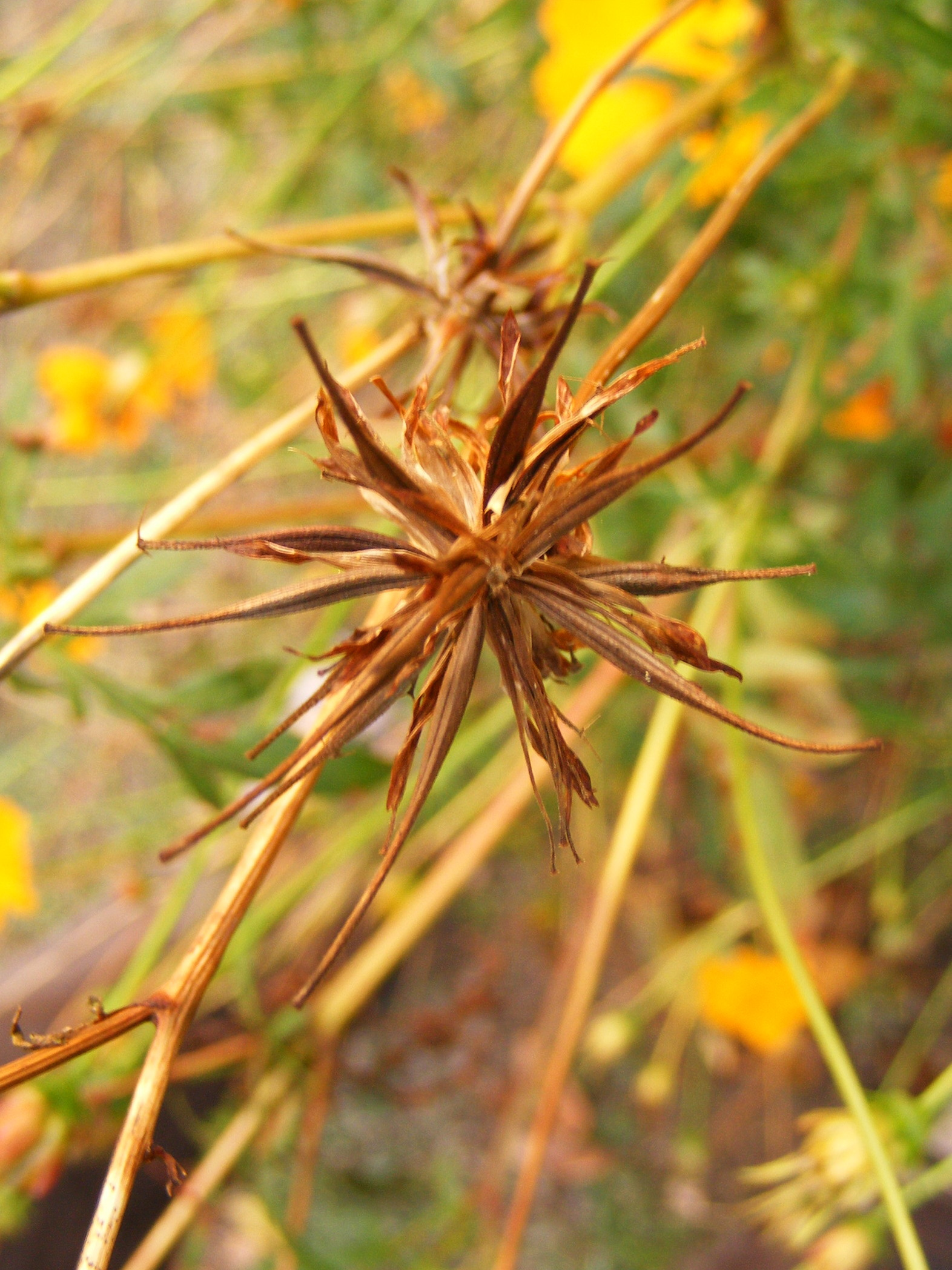
씨
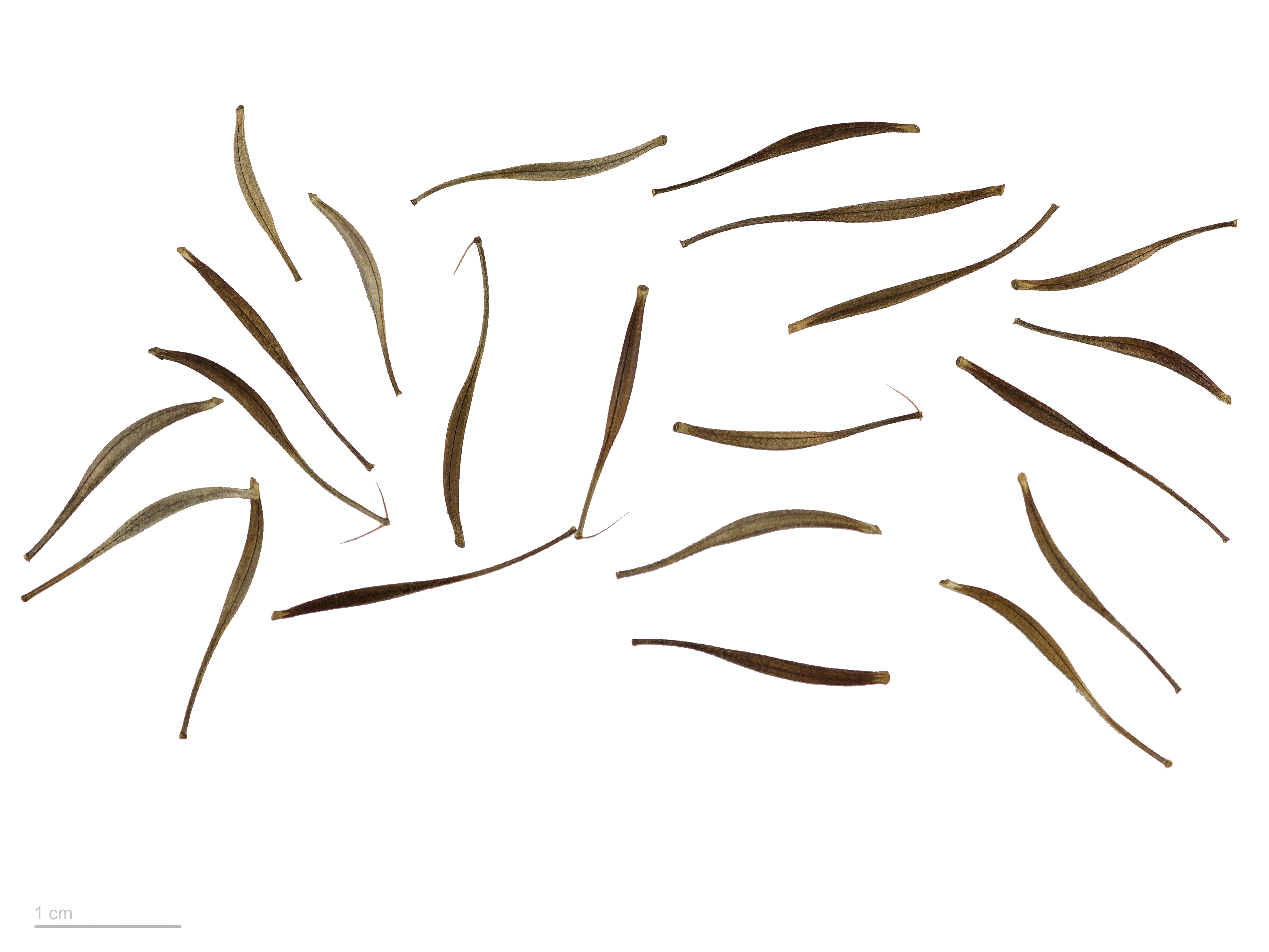
Cosmos sulphureus